# Adenosinmonofosfat
 For alternative betydninger, se AMP.
Adenosinmonofosfat (AMP) er et nukleotid der består af purin-basen adenin forbundet til ribose via en N-glykosidbinding, samt én fosfatenhed bundet til riboseenhedens 5'-position via en fosfatesterbinding.

## Cellulære funktioner
AMP fungerer som biologisk energi- og effektormolekyle og indgår i mange vigtige cellulære processer. Molekylet kan binde én eller to ekstra fosfatgrupper, der indeholder en stor mængde energi, hvilket resulterer i dannelsen af adenosindifosfat (ADP) eller adenosintrifosfat (ATP). 

## cAMP
Cyklisk AMP eller cAMP er også et vigtig biokemisk molekyle, da det fungerer som sekundær messenger i hormoners funktion.